# Izu Kokubun-ji

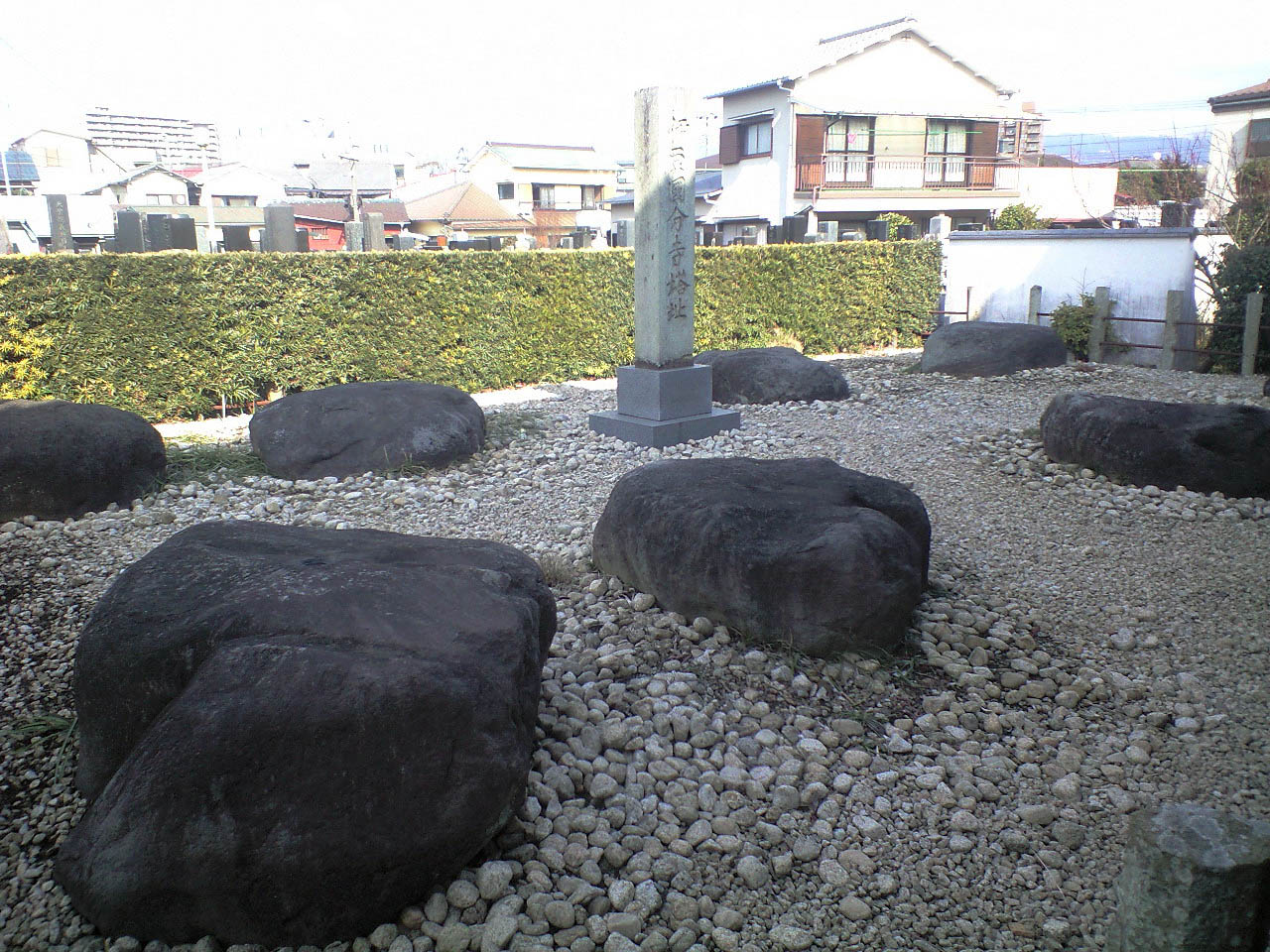
Pierres des fondations de la pagode de l'époque de Nara.

Le Izu Kokubun-ji (伊豆国分寺) est un petit temple bouddhiste dans la ville de Mishima, préfecture de Shizuoka au Japon. Il contient les pierres de fondation d'un des temples provinciaux originaux établis dans chacune des provinces du Japon par l'empereur Shōmu durant l'époque de Nara (710-794). Pour cette raison, l'enceinte du temple et le bâtiment principal sont désignés « site historique national ».

## Histoire
Le Izu Kokubun-ji est fondé en 741 comme temple provincial de la province d'Izu. Après être passé à la secte Shingon à une période indéterminée, il est incendié à plusieurs reprises lors des incessantes batailles entre les forces des clans Takeda et Odawara Hōjō au cours de l'époque Sengoku. Au début de l'époque d'Edo, il passe à la secte Nichiren puis est entièrement reconstruit. Toutefois, ces bâtiments sont détruits par le séisme de 1855 d'Edo (en) et le site est abandonné.
En 1923, le temple est de nouveau reconstruit sous le nom Shoren-ji (称蓮寺), puis est renommé Izu Kokubun-ji en 1954. Des fouilles archéologiques menées en 1956 ont mis au jour les fondations de la porte du sud, de la porte centrale, du kon-dō et du bâtiment de lecture ainsi que les fondations du cloître qui les entoure. À l'extérieur du complexe principal, huit pierres de fondation de la pagode originale du kokubun-ji de l'époque de Nara sont découvertes, immédiatement derrière le hon-dō du temple. L'endroit est désigné « site historique national » le 15 mai 1956.